# Nick Lucena
Nick Lucena (22 de setembro de 1979) é um jogador de vôlei de praia estadunidense.

## Carreira
Nick Lucena representou, ao lado de Phil Dalhausser, seu país nos Jogos Olímpicos de Verão. Nos Jogos Olímpicos de Verão de 2016, terminando em oitavo lugar, caindo nas quartas-de-finais.
Ao lado de Phil Dalhausser conquistou a medalha de ouro na edição do FIVB World Tour Finals de 2017 disputada em Hamburgo.